# ضیایی سبزواری
ضیاالحق حکیمی سبزواری، متخلص به «ضیایی» از شاعران قرن سیزدهم در ایران است.

## زندگی
ضیاالحق حکیمی فرزند آقاعبدالقیوم و نوه حاج ملاهادی اسرار حکیم سبزواری بوده‌است. او در سال۱۲۶۷ به دنیا آمد و در بهمن سال ۱۳۳۴ در اثر سکته قلبی فوت کرد و در داخل بقعه جدش حکیم سبزواری دفن شد.
او عضو انجمن ادبی ایران بود و سال‌ها در سبزوار عهده‌دار ریاست فرهنگ و اوقاف بود و از دوستان صمیمی افسر و امین الشریعه و ملک الشعرای بهار و سید علینقی امین بود، او همچنین در سرودن غزلیات، طبعی رسا و شیوا داشت.

## نمونه اشعار

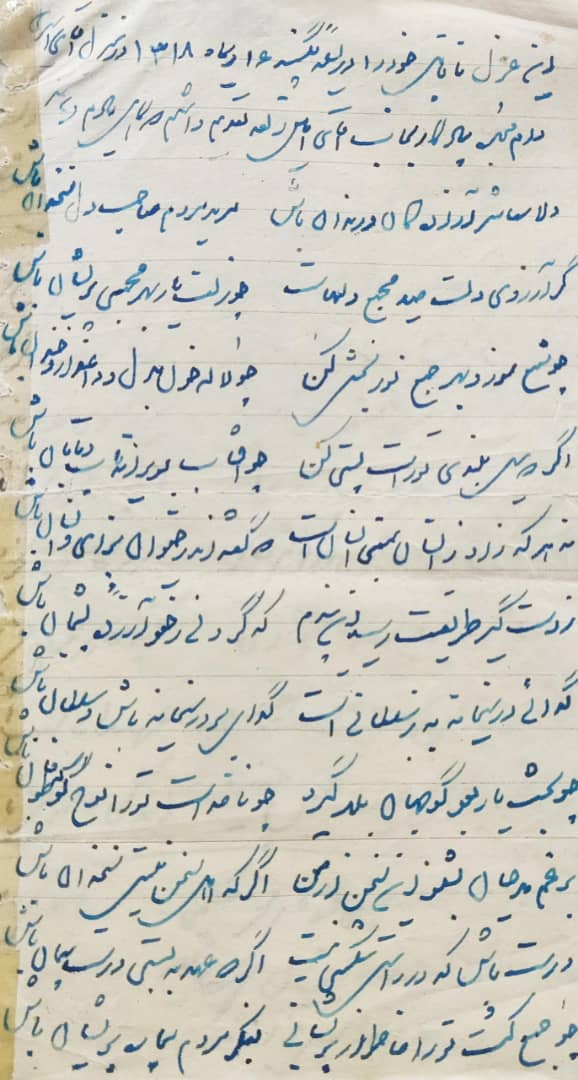
شعری به خط ضیایی سبزواری (نوه حکیم سبزواری) برای سیدعلینقی امین (فرزند امین الشریعه) مورخ ۱۳۱۸

پند اگر میشنوی غفلت ازین پند مکن
همنشینی به جهان جز به خردمند مکن
همه اوقات شریف است و بسی عمر عزیز
کرده ای غفلت اگر چندی، یک چند مکن
پای بند هوس و بنده ی شهوت تا چند
مرغ علوی را پابند به هر بند مکن
خواهی ار خلق به هرکار پسندند تو را
آنچه را مردم دانا نپسندند مکن
حال مردان خدا را مکن از خویش قیاس
به بزرگان جهان خویش همانند مکن
عاقبت گرچه بود بسته به اعمال ،ولی
تکیه در هر عملی جز به خداوند مکن
بهر اثبات سخن نیست ضرورت بقس
معهد را بی سبب آلوده به سوگند مکن
ای ضیایی چو جهان نیست به کس پاینده
زندگی با همه جز با دل خرسند مکن